# Луговський (Ханти-Мансійський район)
Луговськи́й (рос. Луговской) — селище у складі Ханти-Мансійського району Ханти-Мансійського автономного округу Тюменської області, Росія. Адміністративний центр Луговського сільського поселення.
Населення — 1599 осіб (2010, 1608 у 2002).
Національний склад станом на 2002 рік: росіяни — 81 %.